# Młodzieżowy Superpuchar Włoch w piłce nożnej
Młodzieżowy Superpuchar Włoch (ang. Supercoppa Italia Primavera – turniej piłkarski dla włoskich zespołów młodzieżowych do lat 20. Występują w nim triumfatorzy rozgrywek Primavera oraz Młodzieżowego Pucharu Włoch. Pierwsza edycja turnieju odbyła się w roku 2004.

## Wyniki spotkań
- 2004: Lecce - Juventus F.C. 2:2, karne 4-2
- 2005: Lecce - AS Roma 2:1
- 2006: Juventus F.C. - Inter Mediolan 5:1
- 2007: Juventus F.C. - Inter Mediolan 2:0
- 2008: UC Sampdoria - Atalanta BC 2:2, karne 7-5
- 2009: Genoa CFC - US Palermo 2:2, karne 7-6
- 2011: Fiorentina - Roma 3:1